# Liste des accidents ferroviaires en France en 1903
Pour des articles plus généraux, voir Liste des accidents ferroviaires en France, Liste des accidents ferroviaires en France au XXe siècle et Liste des accidents ferroviaires en France dans les années 1900.
La liste des accidents ferroviaires en France en 1903 est une liste non exhaustive, chronologique.

## Janvier
- 22 janvier 1903 - Sur la ligne d'Angers à Tours, près de la gare de La Bohalle, vers 1 heure 30, le rapide Angers-Paris percute à pleine vitesse la locomotive d'un train de marchandises revenant haut-le-pied sur les voies principales. Le mécanicien et le chauffeur du train tamponneur sont tués, et ceux de la machine tamponnée sont grièvement blessés, ainsi que le chef de train et une dizaine de voyageurs du rapide[1].

## Février
- 14 février 1903 - Vers 22 heures 45, sur la ligne Nancy-Épinal, dans la forêt, entre les gares de Bayon et de Charmes, un train de voyageurs déraille. Le mécanicien est tué, le chauffeur blessé, les trente passagers sont indemnes[2].
- 17 février 1903 - Sur la Ligne de Fives à Hirson, vers 9 heures 30, en gare de Rosult, lors du passage d'un train allant de Valenciennes à Lille, un changement intempestif d'aiguillage sous la troisième voiture fait dérailler la queue du convoi, qui est heurtée par un train de marchandises arrivant en sens inverse. La collision fait un mort et dix-huit blessés[3].

## Août
- 10 août 1903 - Paris : Incendie à la suite d'un court-circuit d'une rame du métro de Paris entre les stations Ménilmontant et Couronnes : 84 morts, dont 77 asphyxiés à la station Couronnes. La rame suivante y a été bloquée, et l'envahissement du tunnel par les fumées nocives suivi de la coupure de l'éclairage ont provoqué une panique empêchant l'évacuation de tous les voyageurs par l'unique sortie. À la suite de cet accident les stations seront construites avec au minimum deux issues sur chaque quai (la station Couronnes n'en est toujours pas équipée). C'est l'accident le plus meurtrier du réseau parisien.

## Octobre

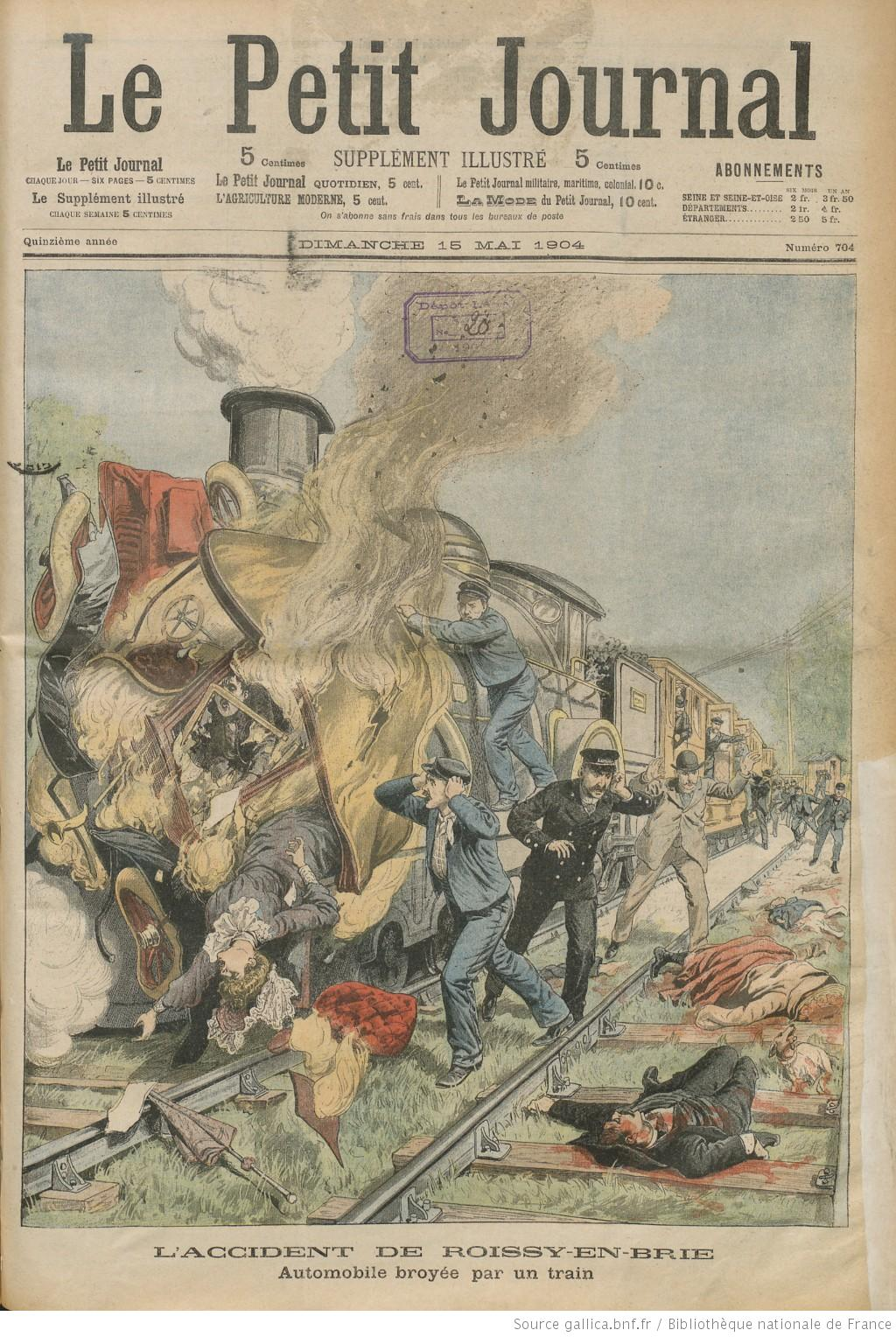
L'accident au passage à niveau de Roissy-en-Brie reconstitué par les dessinateurs du Petit Journal

- 28 octobre 1903 - Sur la ligne Beauvais-Gisors, vers 1 heure 30, en gare de Rainvillers, la locomotive et le tender d'un train de marchandises allant à Beauvais déraillent et sont télescopés par les six wagons de tête. Le mécanicien est tué, le chauffeur et le conducteur sont grièvement blessés[4].

## Décembre
- 7 décembre 1903 - Vers 11 heures, sur le réseau à voie métrique des Chemins de fer économiques des Charentes, un train bondé de la ligne allant de Marennes à Saintes, inaugurée un mois plus tôt, déraille près de Crazannes par suite de l'affaissement d'un remblai sous l'effet de la pluie. L'accident fait un mort, trois blessés graves et des blessés légers[5].
- 17 décembre 1903 - En gare de Nogent-le-Rotrou, sur la ligne de Paris au Mans, vers 3 heures, un train de marchandises en manœuvre est tamponné par un train facultatif venant du Mans. Un garde-frein est tué[6].